# ハリー・ピッカリン
ハリー・ピッカリン（Harry Pickering, 1998年12月29日 - ）は、イングランド・チェスター出身のサッカー選手。ブラックバーン・ローヴァーズFC所属。ポジションはディフェンダー。

## 経歴
2016年にクルー・アレクサンドラFCのアカデミーを卒業し、トップチームに昇格した。2017-18シーズンよりリーグ戦で主力として扱われ、2018年4月、クルー・アレクサンドラと新たに3年契約を結び、契約を更新した。2020年9月には、クルー・アレクサンドラとの契約をさらに3年延長し、12月にはキャプテンに就任した。しかし、まもなく2021年1月にブラックバーン・ローヴァーズFCへの移籍が発表され、シーズン終了までクルー・アレクサンドラに残留した。